# أحمد التربى
أحمد التربى (6 يونيو 1992 ببنغازي في ليبيا - ) هو لاعب كرة قدم ليبي في مركز الدفاع. شارك مع منتخب ليبيا لكرة القدم. أما مع النوادي، فقد لعب مع النادي الأهلي ونادي الداخلية ونادي النصر ونادي الهلال.

## روابط خارجية
- أحمد التربى على موقع قاعدة بيانات كرة القدم.إي يو (الإنجليزية)
- أحمد التربى على موقع ناشيونال فوتبول تيمز (الإنجليزية)
- أحمد التربى على موقع Soccerway.com (الإنجليزية)
- أحمد التربى على موقع عالم كرة القدم.نت (الإنجليزية)
- أحمد التربى على موقع كووورة